# Poecilia elegans
Poecilia elegans — риба з родини пецилієвих ряду коропозубоподібних.

## Етимологія
Родова назва Poecilia походить від грецького слова poikilos, що в перекладі означає багатокольоровий. Видова ж назва має латинське походження: elegans означає гарна, вишукана. Буквально пецилія вишукана.

## Морфологія
Самці в цілому можуть сягати 3,6 см завдовжки, а самиці — 4,6 см.

## Поширення
Вид поширений у Домініканській Республіці.